# 麦克马洪大街

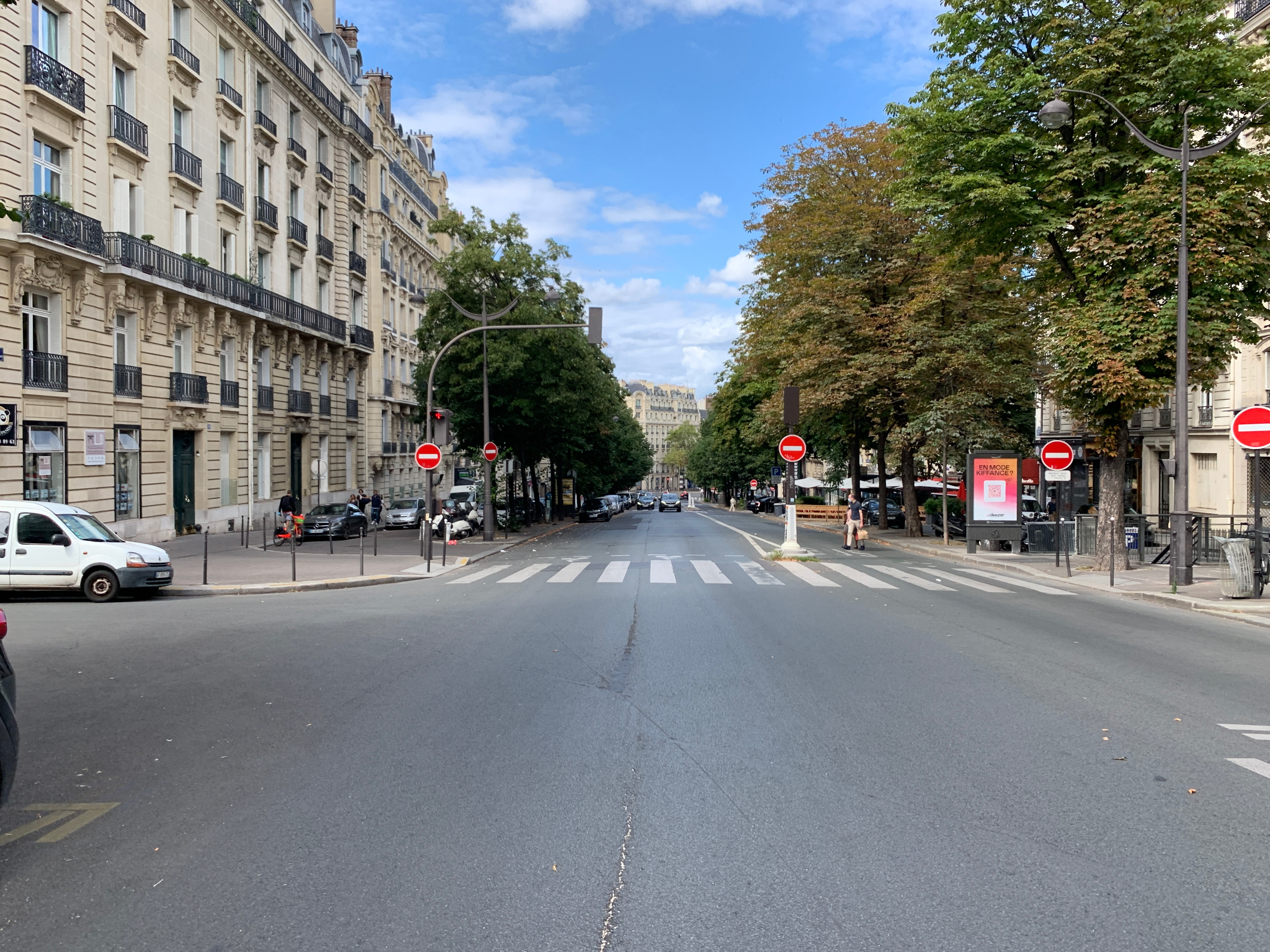
麦克马洪大街（2021年8月）

麦克马洪大街（Avenue Mac-Mahon）是法国巴黎十七区的一条街道，南起戴高乐广场，北到Ternes大街。全长402米，宽36米。此街原名热罗姆亲王大街，现在的名称得名于法国总统帕特里斯·麦克马洪。往戴高乐广场方向有两个车道通行，而在相反方向的交通，只准巴士及的士通行。